# Gnetum schwackeanum
Gnetum schwackeanum là một loài thực vật hạt trần trong họ Gnetaceae. Loài này được Taub. ex Schenck mô tả khoa học đầu tiên năm 1893.